# Asura arenaria
Asura arenaria là một loài bướm đêm thuộc phân họ Arctiinae, họ Erebidae.